# HBO Latin America Group
HBO Latin America Group fue una compañía que ofrecía un servicio de televisión por suscripción, propiedad de HBO, siendo este a su vez parte de WarnerMedia, el cual operaba canales de televisión paga para toda Latinoamérica.
Desde sus inicios hasta 2019, fue una empresa conjunta entre Time Warner y Omnivisión Latinoamérica Entertainment (más tarde Ole Communications), siendo esta última una empresa de telecomunicaciones venezolana. Desde octubre de 1991 hasta 2017, la sede de la sociedad conjunta se ubicaba en Caracas (Venezuela) y sus canales eran comercializados por Omnivisión al resto de proveedoras de televisión en la región. Desde 2017 hasta su cierre, debido a la crisis en Venezuela, HBO Latin America Group trasladó sus oficinas principales a Bogotá (Colombia).
En 2020, tras la compra de las acciones de Ole Communications en HBO Latin America Group por WarnerMedia, la empresa fue absorbida por WarnerMedia Latin America y sus operaciones pasaron a ser gestionadas desde Buenos Aires (Argentina).

## Historia
La televisión por cable ya existía en otros países antes de la llegada de HBO a la región. Aunque ya hubo intentos anteriores de crear servicios de televisión por suscripción especializados (como los casos de VCC en Buenos Aires, Argentina, y de Cablevisión en Ciudad de México), las señales de televisión procedentes de los Estados Unidos eran transmitidas en otros países vía antenas parabólicas que se podían adquirir en el mercado negro, o se distribuían de manera ilegal por medio de operadoras de televisión locales. [cita requerida]
Así mismo, la crisis económica sufrida por diversos países durante la década de 1980 impidió el desarrollo en esta industria. Mientras tanto, las empresas productoras y distribuidoras estadounidenses de series y películas realizaban tratos con la Organización de Telecomunicaciones de Iberoamérica (OTI), una asociación de difusores, productores y distribuidores de televisión en la región.

### Orígenes
A comienzos de 1991, Home Box Office, una subsidiaria de la recién creada compañía Time Warner, anunció la posibilidad del lanzamiento de una señal exclusiva para el mercado latinoamericano.
Tras el éxito del servicio premium para el público hispano en los Estados Unidos, entre 1989 y 1990, Home Box Office anunció una sociedad conjunta con la empresa de operación de televisión por cable venezolano, Omnivisión Multicanal, para lanzar al aire una señal de televisión por suscripción premium. La sociedad conjunta terminó resultando en Home Box Office/Omnivisión Latinoamérica Entertainment (HBO Ole, como acrónimo).
La señal iberoamericana de HBO comenzó sus transmisiones el 31 de octubre de 1991 en toda Latinoamérica, a excepción de Brasil. HBO Ole había adquirido los derechos de exclusividad para los estrenos en televisión de las películas de Warner Bros..
Adicionalmente, HBO Ole transmitía conciertos, especiales, deportes y series. Originalmente transmitía su programación 12 horas al día, luego se expandiría a 18 horas en 1993, y posteriormente, a 24 horas desde el 1 de noviembre de 1994.

### Expansión
Al comenzar operaciones en Hispanoamérica, solamente diez países habían autorizado servicios de televisión por suscripción vía cable. En algunos países, la televisión por cable originalmente servía para retransmitir las emisoras locales de televisión para mejorar la imagen. En otros países, la televisión por cable fue introducida únicamente con el propósito de emitir programación extranjera a sus abonados. Tales problemas fueron resueltos mediante convenios internacionales sobre derechos de propiedad sobre la televisión por suscripción.
En 1993, HBO Ole adquirió los derechos de exclusividad de los largometrajes de Sony Pictures para sus estrenos por TV. Ese mismo año, también adquirió los derechos de exclusividad para su estreno por TV de la librería de Whiland International, empresa de la familia Darcyl. 
El 5 de septiembre de 1993, HBO Ole lanzó al aire Cinemax, una señal que solamente transmitía películas y que a diferencia de HBO Ole, no transmitía conciertos ni deportes, transmitiendo 24 horas al día (esto aun cuando HBO Ole no expandía su programación). Cinemax también transmitió películas de tipo softcore después de la medianoche.
El 1 de noviembre de 1994, HBO Ole comenzó a transmitir su programación 24 horas al día, inicialmente los fines de semana. Recién a partir del 2 de abril de 1995, comienza a transmitir su programación las 24 horas, los 7 días de la semana.
En 1995, HBO Ole adquirió los derechos de exclusividad para el estreno por TV de los largometrajes de Buena Vista International, subsidiaria de The Walt Disney Company.

### Consolidación
En 1996, HBO Ole lanzó su primer servicio multiplexado, HBO Ole 2 (hoy en día HBO+), que ofrecía una programación a la alternativa de HBO Ole. En 1999 se lanza HBO Digiplex, el primer paquete premium multiplex que ofrecía cine de estreno a través de 5 señales (HBO Ole Este, HBO Ole Oeste, HBO Plus, Cinemax Este y Cinemax Oeste).
En Argentina, HBO Ole formó parte del paquete básico desde sus inicios hasta el 1 de enero de 1999. En dicho año, mediante un desacuerdo entre HBO Latin America Group y los principales servicios de televisión por cable argentinos (Cablevisión y Multicanal), HBO Ole y Cinemax salen de la grilla de canales de todos los paquetes de canales del país, quedando disponibles únicamente mediante el servicio satelital DirecTV.
Con la llegada del nuevo milenio, HBO Ole cambió su denominación quitando la palabra "Ole" del logotipo, pasando a llamarse simplemente HBO.
En 2003, HBO creó dos nuevos servicios: HBO Family (que a diferencia de HBO emite solo contenidos apto para todo público) y Max Prime, ambos fueron lanzados en ese año como parte del nuevo paquete HBO Max Digital (reemplazo de HBO Digiplex).
En 2004, HBO lanzó su primera producción original en Latinoamérica: Epitafios, realizada en Argentina y coproducida con Pol-ka. La miniserie, de 12 episodios recibió críticas favorables por la prensa iberoamericana. Desde entonces, HBO produjo diferentes series con variable nivel de éxito. 
El 1 de junio de 2010, lanzó HBO2, un canal con características similares a HBO, pero con programación doblada al español. 
La señal Este de Cinemax cesa sus transmisiones para dar paso a un nuevo canal denominado Max, dedicado a la emisión de cine independiente, dejando un solo Cinemax que a finales del mismo año pasó a ser un canal básico para los operadores de televisión por suscripción. En julio del mismo año lanzó su señal HD y el paquete HBO Max Digital cambia su denominación a HBO Max.
En 2011, HBO lanzó su primera producción en un mercado emergente: Prófugos, realizada en Chile. Al ser un servicio premium, HBO transmite la programación sin censura y sin cortes comerciales. HBO también puede emitir lo que la televisión abierta no puede mostrar: desnudez, fuerte contenido sexual, lenguaje obsceno, violencia gráfica y drogas.
En febrero de 2012, lanzó HBO Signature reemplazando a la señal Oeste de HBO Family y su programación gira en torno a los contenidos originales de HBO como películas, series y documentales. En noviembre del mismo año, HBO entra en el mercado digital con el lanzamiento de HBO Go, una plataforma de video bajo demanda que llevará los contenidos de HBO a los usuarios.
Desde 2014, HBO firmó con Universal Pictures un acuerdo para la emisión de sus largometrajes.
En octubre de 2016, HBO celebró su 25 aniversario en Latinoamérica emitiendo maratones de sus series más emblemáticas como Sex and the City, Los Soprano, The Wire y Game of Thrones entre otros, y series latinoamericanas como Epitafios, Capadocia y Prófugos, entre otros.

### Últimos años y cierre
En 2017, HBO anunció el lanzamiento de HBO Extras, una aplicación que ofrece a los usuarios información exclusiva sobre las series del canal. Ese mismo año, debido a la crisis general que se vive en Venezuela, la empresa trasladó sus oficinas principales a Bogotá (Colombia), en donde ya operaba una subsidiaria regional.
De cara a la nueva década, comienzan a hacerse cambios en el paquete de HBO Max. En octubre de 2018, HBO anunció que cesará las transmisiones de las señales Oeste de HBO Plus y Max Prime previstas para el 31 de diciembre del mismo año dejando las señales Este de ambos canales al aire.
En enero de 2019, HBO anunció que comenzarían las grabaciones de Mil Colmillos, la primera producción original del canal realizada en Colombia, en abril se relanza HBO+ con nuevo logotipo y rebrand; en junio, lanzó su nuevo sitio web hbolatam.com y en octubre, se incorpora una serie de podcasts bajo el nombre de HBO Podcasts.
En octubre de ese año, WarnerMedia compró las acciones restantes de Omnivisión Latinoamérica Entertainment en HBO Latin America Group para facilitar el futuro lanzamiento de HBO Max en la región. La transacción se completó el 4 de mayo de 2020 y luego de una reestructuración de las operaciones de sus señales y mediante la fusión con Turner Broadcasting System Latin America, comienza a unificarse y usarse la nueva denominación llamada WarnerMedia Latin America. 
En 2020, HBO cambió de nombre a los canales Max, los cuales no modificaron ni sus programaciones ni sus contenidos. Max pasó a denominarse HBO Mundi, dedicado al cine independiente e internacional; Max Prime cambió a HBO Xtreme, dedicado al cine de acción, terror y suspenso; y por último, Max Up se renombró HBO Pop, dedicado a la comedia, drama y romance. Estos cambios no afectó al canal Cinemax. 
Desde octubre de 2020, HBO dejó de emitir películas de Walt Disney Pictures en su paquete de canales debido al lanzamiento de Disney+ en Latinoamérica previamente programado para el 17 de noviembre de ese mismo año.
A mediados de ese mismo año, WarnerMedia fusiona a HBO Latin America Group dentro de WarnerMedia Latin America y traslada sus oficinas a la sede central de esta última empresa, en Buenos Aires. Su centro de transmisiones satelitales en la localidad de Sunrise, Florida, fue cerrado para ser sustituido por el telecentro ya existente de WarnerMedia en Argentina.

## Estructura de canales
En América Latina, HBO opera ocho canales premium, en alta definición y un canal básico.

### Canales Premium
| Canal         | Tipo                                 | Descripción | Nombres anteriores                                               |
| ------------- | ------------------------------------ | --- | ---------------------------------------------------------------- |
| HBO           | - Prémium - Básico (Chile y Uruguay) | Similar en características al HBO estadounidense, con series originales, exclusivas, documentales, especiales de comedia y películas taquilleras de estreno. Como canal en Chile y Uruguay, HBO desde su inicio de transmisiones ha formado parte de la parrilla básica en las compañías. Desde mayo de 2016, su señal en alta definición que formaba parte del paquete HBO Max pasó a la parrilla básica en todas las compañías del país en Chile. En Uruguay siempre fue básico. | - HBO Ole (1991-2000)                                            |
| HBO2          | Premium                              | Un canal similar en características a HBO, pero con programación de series y películas doblada al español. |                                                                  |
| HBO+          | Premium                              | Un canal que rescata películas ya exhibidas en HBO de diferentes años. | - HBO Ole 2 (1996-1999) - HBO Plus (1999-2019)                   |
| HBO Family    | Premium                              | Un canal dedicado a contenido infantil y familiar doblado al español. |                                                                  |
| HBO Signature | Premium                              | Un canal que emite contenido exclusivo y original de HBO. |                                                                  |
| HBO Mundi     | Premium                              | Un canal con el contenido más independiente e internacional de todo el mundo. | - Max (2010-2020)                                                |
| HBO Xtreme    | Premium                              | Un canal dedicado a títulos con enfoque en la acción, la adrenalina, el terror y el suspenso. | - Cinemax Prime (2000-2003; solo Brasil) - Max Prime (2003-2020) |
| HBO Pop       | Premium                              | Un canal con producciones dedicadas al mundo de la comedia, drama y romance. | - Max Up (2015-2020)                                             |

### Canales básicos
| Canal   | Tipo   | Descripción | Nombres anteriores |
| ------- | ------ | --- | ------------------ |
| Cinemax | Básico | Emite contenido ya exhibido por HBO, películas de los años 90 y 2000, ya estrenadas en TV abierta, además de series originales. Es un canal básico en la mayoría en los sistemas de televisión pagada. Originalmente lanzado como un canal prémium, a partir de junio de 2010, el canal perdió su señal complementaria con un retraso de 3 horas (Cinemax Este, que fue reemplazado por Max) y pasó oficialmente a ser un canal básico en todo el continente. |                    |

## Otros servicios
- HBO GO: Era un servicio de streaming en línea y app. Contiene un catálogo de series, películas, entre otras que fueron emitidos por HBO. En un principio era accesible únicamente para aquellos usuarios que ya disponían de una suscripción a través de un servicio de televisión de pago, sin embargo, en junio de 2017 se empezó a comercializar como un servicio independiente de los proveedores de televisión, por lo que desde entonces puede ser contratado a través de las aplicaciones del sistema pagando una cuota mensual, funcionando de manera similar al servicio HBO Now.[5]
- HBO On Demand: Emite contenido ya exhibido en HBO, disponible en cualquier momento sin restricción de horario ni acceso, en idioma español o en su lenguaje original con subtítulos, este servicio está disponible en selectos operadores que cuentan con un servicio de cable digital y VOD.
- HBO Extras: Es una aplicación que ofrece acceso a información exclusiva sobre las series, el detrás de cámaras, los protagonistas, memes, etc.
- HBO Max: Es un servicio de video bajo demanda de internet estadounidense propiedad de WarnerMedia Entertainment, una división de WarnerMedia. Este servicio se lanzó en mayo de 2020 en Estados Unidos, y en el resto del mundo ese mismo año y los siguientes. Es el servicio que remplazó a HBO Go, HBO Now y HBO On Demand como resultado de la fusión de estos con otros servicios de vídeo bajo demanda de WarnerMedia. Las versiones locales de HBO Max están programadas para lanzarse el 29 de junio de 2021 en América Latina donde HBO ya opera directamente servicios premium de televisión o streaming.[6]

### Distribución
Desde 1995, HBO Ole Distribution ha hecho alianzas estratégicas con diversas programadoras para llevar a Iberoamérica una oferta de canales para el servicio básico, lo que les permitió a lo largo de los años consolidarse dentro del mercado de la televisión paga y así también promocionar su división de canales premium. HBO se encarga de distribuir los canales a los operadores de cable; todas las señales son los miembros de LAMAC (Latin American Multichannel Advertising Council). Entre sus acuerdos y antiguos se encuentran:
El 4 de mayo de 2020, WarnerMedia completó la compra de HBO Ole Partners y HBO Brasil Partners en América Latina y lanzó junto a Ole Communications la distribuidora Ole Distribution. Como parte del acuerdo, Ole Distribution, una empresa formada entre Ole Communications y WarnerMedia, asume el negocio de distribución de canales básicos en América Latina de habla hispana, anteriormente operado por HBO Ole Distribution, una compañía de HBO Latin America Group.
Dirigida por el expresidente de Turner América Latina, Juan Carlos Urdaneta, la nueva compañía distribuye A&E, AXN, E!, History, History 2, IVC, Lifetime, Sony Channel, Studio Universal, SYFY, Telemundo Internacional (excluyendo México), Universal TV y Warner Channel en toda América Latina.

#### Sony Pictures Entertainment
- Sony Channel: Desde 1995 el primer canal básico del grupo.
- AXN: Desde 1999.

#### A+E Networks
- A&E: Desde 2005.
- History: Desde 2001.
- History 2: Desde 2014.
- Lifetime: Desde 2014. (Propiedad compartida con Sony Pictures Entertainment)

#### Ole Communications
- IVC: Desde 2015 (excepto México y Brasil).

#### WarnerMedia
- Warner Channel: Desde 1995 inicialmente encargada de su distribución y operación. Desde 2011 se encarga solo de su distribución, ya que se encuentra operado por Turner Broadcasting System Latin America[8][9] desde Buenos Aires, Argentina.

#### NBCUniversal International Networks
- Universal TV: Desde el 1 de julio de 2015 en Latinoamérica (excepto Brasil).
- Studio Universal: Desde el 1 de julio de 2015 en Latinoamérica (excepto Brasil).
- Usa Network desde 2023
- Telemundo Internacional: Desde 2014 en Latinoamérica (excepto México y Brasil)

#### Canales descontinuados
- Bio
- Sony Spin
- Animax
- TV Quality
- Hallmark Channel
- TeleUno
- CBS Telenoticias
- SYFY
- Mundo Ole
- A&E Mundo
- Movietime
- Max Prime
- Max
- Max Up